# Flughafen ad-Dawadimi

i7
i11
i13
Der Flughafen ad-Dawadimi (arabisch مطار الدوادمي, DMG Maṭār ad-Dawādimī, IATA-Code: DWD, ICAO-Code: OEDM) liegt in der Provinz Riad im Zentrum Saudi-Arabiens, etwa 26 Kilometer westlich der Stadt ad-Dawadimi an der Route 50.
Der Flughafen liegt auf einer Höhe von 924 m und wurde im Jahr 2003 eröffnet. Von ihm werden nur inländische Flughäfen angesteuert: der Flughafen Riad in der Hauptstadt und der Flughafen Dschidda.